# NGC 4144
NGC 4144 es una galaxia espiral barrada en la constelación de la Osa Mayor. Fue descubierta el 10 de abril de 1788 por el astrónomo  William Herschel, se encuentra a 21 millones de años luz del planeta Tierra. Otras designaciones son:UGC 7151, MCG 08-22-77, IRAS 12074 4644, ZWG 243,48, PGC 38688.